# William Mark Simmons
Wm. (William) Mark Simmons, né le 20 février 1953 à Independence, Missouri, est un écrivain américain connu principalement pour ses romans comiques de fantasy et d'horreur.

## Biographie
William Mark Simmons a travaillé comme journaliste, éducateur et animateur, totalisant plus de 30 ans de carrière dans les émissions de musique classique de la National Public Radio.
Bien qu'il ait reçu plusieurs prix pour son travail journalistique avant ses trente ans, il ne se consacra à l'écriture qu'à l'approche de ses quarante ans, publiant son premier roman en 1990. Après avoir été finaliste du prix Compton-Crook, il fut recommandé par le magazine Locus en 1991.
Simmons est aujourd'hui membre de la Science Fiction and Fantasy Writers of America (SFWA) et vit à Hutchinson, dans le Kansas, où il est directeur musical et présentateur de l'émission "Classical Morning" pour Radio Kansas.
En 2010, Simmons fut invité comme musicien Interfilk à FilkOntario 20, une conférence annuelle de musique Filk en Ontario, Canada.

## Œuvres

### SérieThe Dreamland Chronicles
- In the Net of Dreams (1990,  (ISBN 0-445-21016-8)) (finaliste du prix Compton-Crook ; liste du magazine Locus, 1991)
- When Dreams Collide (1992,  (ISBN 0-446-36154-2))
- The Woman of His Dreams (2002)

Regroupées dans une anthologie sous le titre The Dreamland Chronicles  (ISBN 1-892065-60-6) in 2002.

### SérieChris Cséjthe(Half/Life)
- One Foot in the Grave (1996,  (ISBN 0-671-87721-6))
- Dead on My Feet (2003,  (ISBN 0-7434-3610-5) hardcover,  (ISBN 1-4165-0910-0) trade paperback)
- Habeas Corpses (2005,  (ISBN 1-4165-0913-5))
- Dead Easy (2007,  (ISBN 1-4165-2132-1) hardback)

### SériePathfinder
- Pathfinder I (2007,  (ISBN 1-893687-75-9) chapbook)